# コスタリカのイスラム教
本項目ではコスタリカのイスラム教について記述する。

## 概要
約500世帯、あるいは総人口の0.01%がムスリムである 。コスタリカイスラム協会を含め、サンホセ市内にイスラム教組織は非常に少ない。